# Sárközy Kázmér
Sárközy Kázmér (Nagybajom, 1799. március 10. – Pettend, 1876. február 16.) politikus, alnádor, zene- és táncszerző.

## Élete
Sárközy István consiliarius és chernelházi Chernel Eszter fia. 1820 körül költözött át Fejér vármegyébe, apja nyéki birtokára, megalapítva ezáltal a család Fejér megyei ágát. A vármegyei szolgálatot megkezdve 1822-ben aljegyző, 1828-ban szolgabíró, 1832-ben főszolgabíró, 1836-ban Fejér megye másodalispánja, 1844-ben első alispánja lett. E mellett 1836-ban és 1839-40-ben országgyűlési követ is volt, Dessewffy Aurél gróf konzervatív pártjához csatlakozva. 
1845-ben nevezték ki a királyi táblához az úrbéri osztály elnökévé, 1847-ben pedig István királyi herceg nádor alnádorrá nevezte ki. A szabadságharc után pettendi birtokán tartózkodott és gazdálkodott, közben küzdött a protestánsok jogainak megnyirbálására kiadott pátens (1859. szeptember 1.) ellen és tevékeny részt vett az egyházi ügyekben is mint a vértesaljai református egyházmegye gondnoka. Ott volt a Scitovszky prímás által (1860. december 18.) Esztergomban összehívott értekezleten is, amelynek célja az országgyűlés összehívása volt. 
Az alkotmányos élet beköszöntével 1861-ben a csákvári kerület országgyűlési képviselővé választotta. Vay Miklós báró kancellársága idejében, 1861-ben a Hétszemélyes Tábla bírája lett és nyugalomba vonulásakor, 1869-ben a Magyar Királyi Szent István-rend kiskeresztjét kapta. Tagja volt a Veszprém vármegyei Zenetársaságnak is.
Egy cikke a Protestáns Egyházi és Iskolai Lapban jelent meg (1859.: A pátens); országgyűlési beszédei a Naplókban olvashatók.
Fia Sárközy Aurél főispán.

## Műve
- Tíz legújabb Magyar Tánczok… (Pest, 1825)